# Norra skenet
Norra skenet (que en suec significa «Llum del Nord») és una escultura de l'artista Ernst Nordin que es troba al campus de la Universitat d'Umeå, a la ciutat sueca d'Umeå.
En 1967, com a part del pla de disseny del campus de la Universitat d'Umeå, es va dur a terme un concurs pel qual es triaria una nova escultura. Aquest concurs va ser guanyat per Ernst Nordin. L'escultura, Norra skenet es va alçar el 1969 al campus i es va traslladar a la seva ubicació actual en 1995, amb motiu de la construcció del centre per a la formació del professorat.
L'escultura està feta d'acer inoxidable polit. Es van soldar tubs quadrangulars d'acer fent una composició diagonal, que recorda a les aurores boreals, les «Llums del Nord». Està il·luminada per focus.
La Universitat d'Umeå ha pres aquesta escultura com a símbol i la utilitza com a marca.